# Charley's Automotive Service
O Charley's Automotive Service, (ou em português Serviço Automotivo de Charley) na 1310 W. Santa Fe Ave., é um complexo comercial e residencial à beira da estrada na antiga rota da U.S. Route 66, em Grants, Novo México. Foi inscrito no Registo de Propriedades Culturais do Estado do Novo México em 19 de fevereiro de 2010. Foi inscrito no Registo Nacional de Locais Históricos em 2017.
É um conjunto de cinco edifícios de blocos de pedra-pomes associados ao empresário Charley Diaz. Inclui um antigo serviço automóvel e de radiadores, o Star Cafe e a residência de Charley Diaz, bem como alguns barracões e um Chevrolet Bel Air de 1959 encalhado, um presente de Diaz à sua mulher. Em conjunto, estes "comunicam na sua forma e simplicidade uma expressão localizada do negócio independente à beira da estrada na U.S. 66".
Nomes alternativos incluem Charlie's Radiator Service e Star Cafe Drive-in.
"Charley (por vezes, Charlie) Diaz construiu ele próprio a garagem com blocos de pedra-pomes em 1943, ao longo da Santa Fe Avenue - a seção de Grant da Route 66 - no meio de uma faixa crescente de hotéis, lojas e estações de serviço. De acordo com o pedido de registo da garagem, Diaz decidiu mais tarde especializar-se em dois componentes automóveis vitais para os viajantes do Novo México - radiadores e, eventualmente, sistemas de ar condicionado - e, em 1949, acrescentou uma pequena cafeteria para o seu tio-avô gerir. Após a morte de Diaz em 1995, a garagem e muitas das ferramentas que Diaz utilizava, datando da altura da sua abertura, permaneceram no local".